# Arisaema costatum
Arisaema costatum là một loài thực vật có hoa trong họ Ráy (Araceae). Loài này được (Wall.) Mart. mô tả khoa học đầu tiên năm 1831.